# Psammodius besucheti
Psammodius besucheti är en skalbaggsart som beskrevs av Rudolph Petrovitz 1975. Psammodius besucheti ingår i släktet Psammodius och familjen Aphodiidae. Inga underarter finns listade i Catalogue of Life.